# El hormiguero (canción)
El hormiguero es una canción del disco Entren los que quieran del grupo puertorriqueño Calle 13. El tema fue publicado en el año 2009. Producido por Visitante (Eduardo Cabra), Residente (René Perez) y Rafa Arcaute. La letra de la canción fue creada por Residente y la música por Visitante.

## Letra
El tema fue compuesto con la ayuda de los fans de Twitter. Habla sobre los inmigrantes en general, y se incluyen grabaciones de los fanes en varios idiomas, así como fragmentos de discursos del Subcomandante Marcos, Che Guevara o Salvador Allende.

## Integrantes
- René Pérez: Letra y voz.
- Eduardo Cabra: Música, guitarra y voz.
- Lee Levin: Batería.
- Dan Warner: Guitarras.
- Rafa Arcaute: Programación, teclados.
- Francisco Fattoruso: Bajo.